# Domar
Domar (em nórdico antigo: Dómarr) foi um rei lendário dos Suíones no século III. É talvez o primeiro monarca a que se pode chamar Rei dos Suíones, no sentido de rei do Reino dos Suíones (Svea Rike). Está mencionado na Ynglingatal do poeta norueguês Tjodolfo de Hvinir do século IX, e na Saga dos Inglingos do historiador islandês Snorri Sturluson do século XIII. É ainda objeto de citação mínima na História da Noruega, um manuscrito norueguês do século XII, e na Íslendingabók, um manuscrito islandês do século XII.
Pertenceu à Casa dos Inglingos, sendo filho do rei Domalde e pai do rei Dyggve. Viveu em Velha Upsália. Foi casado com Drott, irmã do rei Dan – primeiro rei da Dinamarca, segundo uma lenda tradicional, sem fundamentação histórica. Durante o seu reinado houve boas colheitas e paz. Morreu de morte natural, e está sepultado em Velha Upsália.